# Teuchocnemis titurata
Teuchocnemis titurata là một loài ruồi trong họ Ruồi giả ong (Syrphidae). Loài này được Loew miêu tả khoa học đầu tiên năm ew ?. Teuchocnemis titurata phân bố ở miền Tân bắc